# Aleksandr Burba
Aleksandr Adólfovich Burba (en ruso: Алекса́ндр Адо́льфович Бу́рба) (pronunciaciónⓘ); (Yenákiievo, Estado de Ucrania, 6 de agosto de 1918 – Oremburgo, RSFS de Rusia, Unión Soviética, 5 de octubre de 1984) fue un organizador soviético de la industria y la educación, un erudito en el campo de las tecnologías químicas y metalúrgicas, Ph.D. (1968), profesor (1980), Director de la Planta de Cobre-Azufre de Mednogorsk (1954-1971), el primer Rector (fundador) del Instituto Politécnico de Oremburgo (1971-1983), ahora la Universidad Estatal de Oremburgo. Ciudadano Honorario de Mednogorsk, Óblast de Oremburgo (1979).

## Biografía

### Primeros años
Aleksander Burba nació en Yenákiievo, Gubernia de Yekaterinoslav, Estado de Ucrania. Su padre, natural de Lituania Adolf Bonifatsevich Burba, era un Pesador en la estación de tren de Yenákiievo. Fue galardonado en nombre de la Rusia Zar Nicolás II un bolsillo de plata relojes con un grabado «Para la mejor Pesador de Rusia». Aleksander comenzó a trabajar incluso cuando aún estaba en la escuela secundaria en Rýkovo (tal era el nombre de la ciudad de Yenákiievo en 1928-1935). Durante dos años fue profesor de dibujo en la misma escuela secundaria, donde estudió.

### En la Universidad
En 1936, Alexander entró en la Universidad Estatal de Rostov en Rostov del Don y en 1941 se graduó en el Departamento de Química. En sus años de estudiante trabajó en 1937-1939 como profesor de química en los Cursos de Maestría Industrial en Rostov-on-Don, y desde 1940 - como asistente de investigación en el Instituto Hidroquímica de la Academia de Ciencias de la URSS en Novocherkask, Óblast de Rostov. Él continuó trabajando en el mismo Instituto después de su graduación de la Universidad.

### Trabajo en la industria
En relación con el inicio de la Gran Guerra Patria (período de la germano-soviético de Segunda Guerra Mundial) A. Burba fue enviado al valor de defensa de la planta en la ciudad de Mednogorsk, Óblast de Tchkalov (ahora Óblast de Oremburgo). En 1941-1954 trabajó en la Planta de Cobre-Azufre de Mednogorsk (PCAM) como Ingeniero Senior del Departamento de Investigación, Jefe de Taller de Química, Jefe del Departamento de Ingeniería Industrial. Al mismo tiempo, en 1942-1945 fue profesor en la Escuela de Ingeniería Industrial y fue jefe de formación industrial de los estudiantes del Instituto Politécnico de los Urales. En 1954-1971 fue director de la Planta de Cobre-Azufre de Mednogorsk.
En 1968 obtuvo un Grado académico de Candidato de Ciencias Técnicas (el equivalente ruso de Ph.D.) del Instituto Baykov de Metalurgia de la Academia de Ciencias de la URSS. Su tesis fue sobre la tecnología industrial de germanio fundición. En esos años, la información sobre la producción de germanio era secreto. La misma clasificación se ha aplicado a la disertación de la Burba. Debido a que su obra nunca fue publicado en su totalidad. El asesor científico de su tesis fue Dmitry Chizhikov, miembro correspondiente de la Academia de Ciencias de la URSS.

### Desarrollo de la educación universitaria
En 1971 Aleksander Burba fue nombrado rector de la recién fundada Instituto Politécnico de Oremburgo. Hasta la fecha, este Instituto ha crecido hasta convertirse en la Universidad del Estado de Orenburg. Burba fue también Presidente del Consejo de Rectores de la región de Oremburgo. En 1980, la Comisión Superior de Certificación, dependiente del Consejo de Ministros de la URSS asignado Burba título académico de Profesor en el Departamento de Química. Desde octubre de 1983, después de alcanzar la edad límite para el jefe de una organización (65 años), trabajó como Jefe del Departamento de Química en el Instituto Politécnico de Oremburgo.
Aleksander Burba murió en Oremburgo, Rusia, URSS y está enterrado en la ciudad de Mednogorsk, Óblast de Oremburgo, en el cementerio cerca de Mayak Montaña.

## Logros tecnológicos
A. Burba obtuvo 29 certificado de autoría (una forma de reconocimiento del inventor antes disponible en la URSS) por sus invenciones en la tecnología industrial. Sus investigaciones científicas y tecnológicas y las implementaciones industriales implican purificación de azufre de las impurezas, la producción de ácido sulfúrico, la metalurgia de metales no ferrosos, incluyendo metals raros (cobre, germanio, plomo, selenio, etc.), la metalurgia de polvos, limpieza y reciclaje de desechos de plantas químicas, la protección del medio ambiente.

### Fundición de separación
En 1941-1942 fue uno de los ingenieros de desarrollo más importantes de la tecnología de separación de fundición, lo que dio lugar a una producción simultánea de cobre y níquel en los-camisa de agua hornos en la Planta de Cobre-Azufre de Mednogorsk. Tal proceso fue para reemplazar el utilizado previamente uno, cuando sólo el cobre se extrajo por fundición. Este enfoque ha sido llamado un paso revolucionario en la metalurgia no ferrosa de Rusia.

### Producción de germanio
En 1956-1960 A. Burba fue una persona clave en el desarrollo de la tecnología química y metalúrgica para la extracción de germanio y otros metales raros. Esta tecnología se ha introducido en la producción industrial en la Planta de Cobre-Azufre de Mednogorsk. Un nuevo taller de procesamiento de polvo se ha fundado allí para hacer un procesamiento complejo de polvos de fundición de cobre y las cenizas de la combustión de carbón térmico. Fundación de este taller es considerado como el evento más grande de la metalurgia no ferrosa en Rusia en el siglo XX. Este taller reunió más de un millón de rublos en ingresos anuales.Por primera vez en la Unión Soviética la producción de germanio concentrado de polvos metalúrgicos y cenizas de carbón se ha lanzado a una escala industrial. Después de que se hizo posible cesar la importación de germanio, un semiconductor de metal, que fue altamente requerido para la industria electrónica.
En 1962 después de la iniciativa y con consultas de A. Burba una producción similar se estableció en la Planta Química y Metalúrgica Angren en la ciudad de Angren, Uzbekistán (ahora «Angrenenergotsvetmet»). Después de eso, la Unión Soviética ocupó el liderazgo mundial en la producción de germanio. La producción fue tan abundante que se exportó hasta el 40% de la misma. Después de la disolución de la Unión Soviética en 1991 y hasta principios de los años 2010 la Planta de Cobre-Azufre de Mednogorsk fue único productor de concentrado de germanio en Rusia.

## Premios y condecoraciones

### Órdenes
Orden de Lenin, en dos ocasiones (1961, 1966)
 Orden de la Revolución de Octubre (1971)
  Orden de la Insignia de Honor, en dos ocasiones (1957, 1981)

### Medalla de la Segunda Guerra Mundial
«Medalla por el Trabajo Meritorio durante la Gran Guerra Patria de 1941-1945» (1946)

### Medallas Civiles
Medalla de la Distinción Laboral (1954)
 Medalla al Trabajador Veterano (1984)
 Medalla «Para el Desarrollo de las Tierras Vírgenes» (1957)

### Medallas Conmemorativas
Medalla Conmemorativa por el Centenario del Natalicio de Lenin (1970)
 Medalla Conmemorativa del 30.º Aniversario de la Victoria en la Gran Guerra Patria de 1941-1945 (1975)

### Honores
Ciudadano Honorario de Mednogorsk (1979)

- Incluido en el «El Libro de Honor» de la Universidad de Oremburgo (1996)